# 雑賀隆利
雑賀 隆利（さいか たかとし）は、戦国時代から江戸時代初期にかけての武将。大内氏、毛利氏の家臣で、長州藩士。父は雑賀隆知。

## 生涯
大永7年（1527年）、大内氏家臣・雑賀隆知の子として生まれる。
毛利元就の防長経略により弘治3年（1557年）4月に大内氏が滅亡すると、隆利は父・隆知と共に毛利氏の家臣となった。同年11月10日に大内氏遺臣の草場氏、小原氏、河越氏らが大内義隆の遺児である問田亀鶴丸を擁して周防国吉敷郡へ乱入し、山口の障子ヶ岳城に籠城。これに対し、翌日の11月11日には内藤隆春が障子ヶ岳城を急襲して、妙見崎山で大内氏遺臣の軍を討ち破った（妙見崎の戦い）。この戦いで隆利は首級一つを得る武功を挙げて内藤隆春に軍忠状を与えられ、同年12月19日に毛利隆元から感状を与えられた。
天正6年（1578年）、山口奉行を務める市川経好の嫡男・元教が豊後国の大友宗麟に内応して反乱を企てたが、市川経好は元教の反乱を未然に察知し、隆利や内藤元輔らが市川元教を討ち取った。同年3月16日には熊谷信直と児玉就方が連名で隆利に書状を送り、市川元教を討った功を輝元に言上するので褒美が与えられるだろうと伝えている。毛利輝元は、天正7年（1579年）12月11日付で、雑賀隆知・隆利父子宛てに書状を送って隆利の功を称賛し、同年12月16日には似合いの地を隆利へ与えるよう児玉元良に命じている。
慶長10年（1605年）4月14日に死去。享年79。嫡男の元相が後を継いだ。